# Sumika Yamamoto
Sumika Yamamoto é uma mangaka japonesa e autora de uns dos famosos animes no Japão, Ace o Nerae!.

## Biografia
Sumika Yamamoto é uma artista de mangá shōjo nascida em 17 de junho de 1949. Ela estreou como uma artista de mangá em 1971 com "Sono Hitokoto ga ienakute" na revista de mangá Margaret antes de alcançar o sucesso com seu título "Ace o Nerae!".[carece de fontes?]